# Fornos de Algodres
Fornos de Algodres là một huyện thuộc tỉnh Guarda, Bồ Đào Nha. Huyện này có diện tích 131 km², dân số thời điểm năm 2001 là 5629 người.